# Матео Пјано
Матео Пјано (ит. Matteo Piano; Асти, 24. октобар 1990) је италијански одбојкаш. Висок је 207 cm и игра на позицији средњег блокера у Пармаређо Модени. 

## Играчка каријера

### Клупска каријера
Матео Пјано је започео каријеру у родном Астију (Асти Волеј, 2006 - 2009), одакле се преселио у Пјаченцу (Копра Пјаченца, 2009 - 2011) гдје није добио праву шансу, па је морао да се дâ у потрагу за новом средином. Одлазак у Читу ди Кастело се показао као паметан потез, пошто је, за три сезоне (2011 - 2014), Пјано успио да се наметне као стандардни члан прве поставе. Добрим играма је скренуо пажњу већих клубова, па је било питање времена када ће направити неки озбиљнији трансфер. Од 2014. наступа за Пармаређо Модену, са којом је, у првој сезони (2014/15), освојио Куп Италије.

У регуларном дијелу 2013/14. је, играјући посљедњу сезону за Алтотевере Читу ди Кастело, био 29. на листи најбољих поентера (203 поена, 22 утакмице) и 1. на листи најбољих блокера (80 поена из блока, 22 утакмице) Серије А1. У плеј-офу је његов тим одиграо само двије утакмице, па је био 42. на листи најбољих поентера (13 поена) и 22. на листи најбољих блокера (6 поена из блока).
У регуларном дијелу сезоне 2014/15. је, у дебитантској сезони у Пармаређо Модени, био 43. на листи најбољих поентера (180 поена, 24 утакмице) и 7. на листи најбољих блокера (54 поена из блока, 24 утакмице) Серије А1. У плеј-офу се успео до 16. мјеста на листи најбољих поентера (52 поена, 8 утакмица) и 2. мјеста на листи најбољих блокера (24 поена из блока, 8 утакмица).

### Репрезентативна каријера
Сјајне партије у сезони 2012/13. када је, играјући за Читу ди Кастело, био 2. блокер Серије А2, препоручиле су га селектору Беруту, па је, 31. маја 2013, у Кунеу, против Француске (1ː3), дебитовао за национални тим Италије. Исте године је освојио три медаљеː сребрну на Европском првенству и бронзане у Свјетској лиги и Великом купу шампиона. 
У 2014. је одбрањена бронзана медаља у Свјетској лиги. 
Пјано је добио позив за наступ у Свјетској лиги 2015, али га није било на завршном турниру.